# Tomáš Rolinek
Tomáš Rolinek (Žďár nad Sázavou, 17 febbraio 1980) è un hockeista su ghiaccio ceco.

## Palmarès

### Mondiali
- 3 medaglie:
  - 1 oro (Germania 2010)
  - 1 argento (Lettonia 2006)
  - 1 bronzo (Slovacchia 2011)